# فرودگاه صحرایی هینتن-این-د-هدج
فرودگاه صحرایی هینتن-این-د-هدج (به انگلیسی: Hinton-in-the-Hedges Airfield) یک فرودگاه خصوصی است . این فرودگاه در کشور انگلستان قرار دارد و در ارتفاع ۱۵۴ متری از سطح دریا واقع شده‌است.